# ديناميكا عصبية
الديناميكا العصبية هي قسم من الفيزياء العصبية التي تركز على الديناميكا المائية في الجهاز العصبي. وهو يطبق المبادئ الفيزيائية ومفاهيم التصميم على الفيزياء العصبية التي تسعى إلى سد الفجوة بين ميكانيكا السوائل والطب العصبي. فهو يجمع بين مبادئ ميكانيكا السوائل مع علم الأعصاب لتحسين تشخيص الرعاية الصحية للاضطرابات العصبية، والرصد والعلاج.
تبحث الوهنائية العصبية في دور الديناميكا المائية لسائل داخل الجمجمة على سبيل المثال. السائل النخاعي، وتدفق الدم الدماغي، والسوائل الخلالية في الفيزيولوجيا المرضية من الاضطرابات العصبية مثل استسقاء الرأس، تكهف النخاع، فرط الضغط داخل القحف مجهول السبب، تشنج وعائي الدماغي، مرض الزهايمر، التصلب المتعدد وتمدد الأوعية الدموية الدماغية.
الديناميكا العصبية هي تخصص ناشئ داخل الفيزياء العصبية. وهذا التطور شائع في مجال جديد ينتقل من التخصص المتعدد التخصصات بين الميادين التي أنشئت بالفعل إلى كونه يعتبر ميدانا في حد ذاته. الكثير من العمل في الديناميكا العصبية يتكون من البحوث السريرية والنمذجة في المختبر أو الحسابية، التي تمتد على مجموعة واسعة من الحقول الفرعية. وتشمل التطبيقات البارزة في مجال الديناميكا العصبية تطوير التحويلات الدماغية والتحويلات القطنية البريتونية والمضخات داخل القِدر ونظم توصيل الأدوية العصبية ومختلف الأجهزة الطبية التشخيصية والعلاجية التي تتراوح بين المعدات السريرية إلى الغرسات الدقيقة. تعتمد الديناميكا العصبية بشكل كبير على طرائق التصوير العصبي مثل التصوير بالرنين المغناطيسي المُهيَّم بالتدفق.

## أرقام التأسيس
- Anthony Marmarou (deceased) - Nemuth Distinguished Professor and Vice Chair of Research in the Department of Neurosurgery, Medical College of Virginia Hospitals of Virginia Commonwealth University. Well known for his commitment to research on Traumatic Brain Injury (TBI) and Normal Pressure Hydrocephalus (NPH), Dr. Marmarou was considered a world authority on fluid dynamics within the brain and spinal cord. Dr. Marmarou was the recipient of the prestigious Javits Neuroscience Investigator Award from the National Institute of Neurological Disorders and Stroke.
- Salomón Hakim (June 4, 1929 in Barranquilla، Bogotá - May 5, 2011) was a Colombian neurosurgeon, researcher, and inventor. A descendant of Lebanese immigrants, he is known for his work on neurosurgery and for the precursor of the modern valve treatment for hydrocephalus.[1]
- Hans Chiari (September 4, 1851 − 1916) was an Austrian pathologist who described in 1891 a brain malformation that is characterized by abnormalities in the region where the brain and spinal cord meet, and it causes part of the cerebellum to protrude through the foramen magnum (bottom of the skull) into the spinal canal. This was to be called the Arnold-Chiari malformation, named after Chiari and German pathologist, Julius Arnold (1835 − 1915). The malformation was given its name in 1907 by two of Dr. Arnold's students.